# Digimon
Digimon (japonsky デジモン, Dedžimon, značen jako Digimon: Digital Monsters a stylizován jako DIGIMON), celým názvem Digital Monsters (japonsky デジタルモンスター, Dedžitaru Monsutá), je japonská mediální franšíza, kterou tvoří virtuální mazlíčci, anime, mangy, videohry, filmy a sběratelské karetní hry. Franšíza se zaměřuje na stejnojmenná stvoření, která obývají „Digital World“, paralelní vesmír, jenž je propojen s komunikačními sítěmi Země.
Původ franšízy se datuje na rok 1997, kdy vznikl stejnojmenný virtuální mazlíček, a byla silně ovlivňována hračkami Tamagoči a Giga Pet. Stvoření byla původně designována takovým způsobem, aby vypadala roztomile a ikonicky i na malých displejích zařízení. Později získala více realistický styl, jenž bral inspiraci z amerických komiksů. Franšíza získala na popularitě v době vydání prvního anime seriálu Digimon a videohry Digimon World. Obě díla byla uvedena v roce 1999. Od té doby vzniklo několik dalších anime seriálů a filmů a mnoho videoher různých žánrů, jako jsou RPG, MMORPG, bojové a závodní videohry.

## Koncept a původ

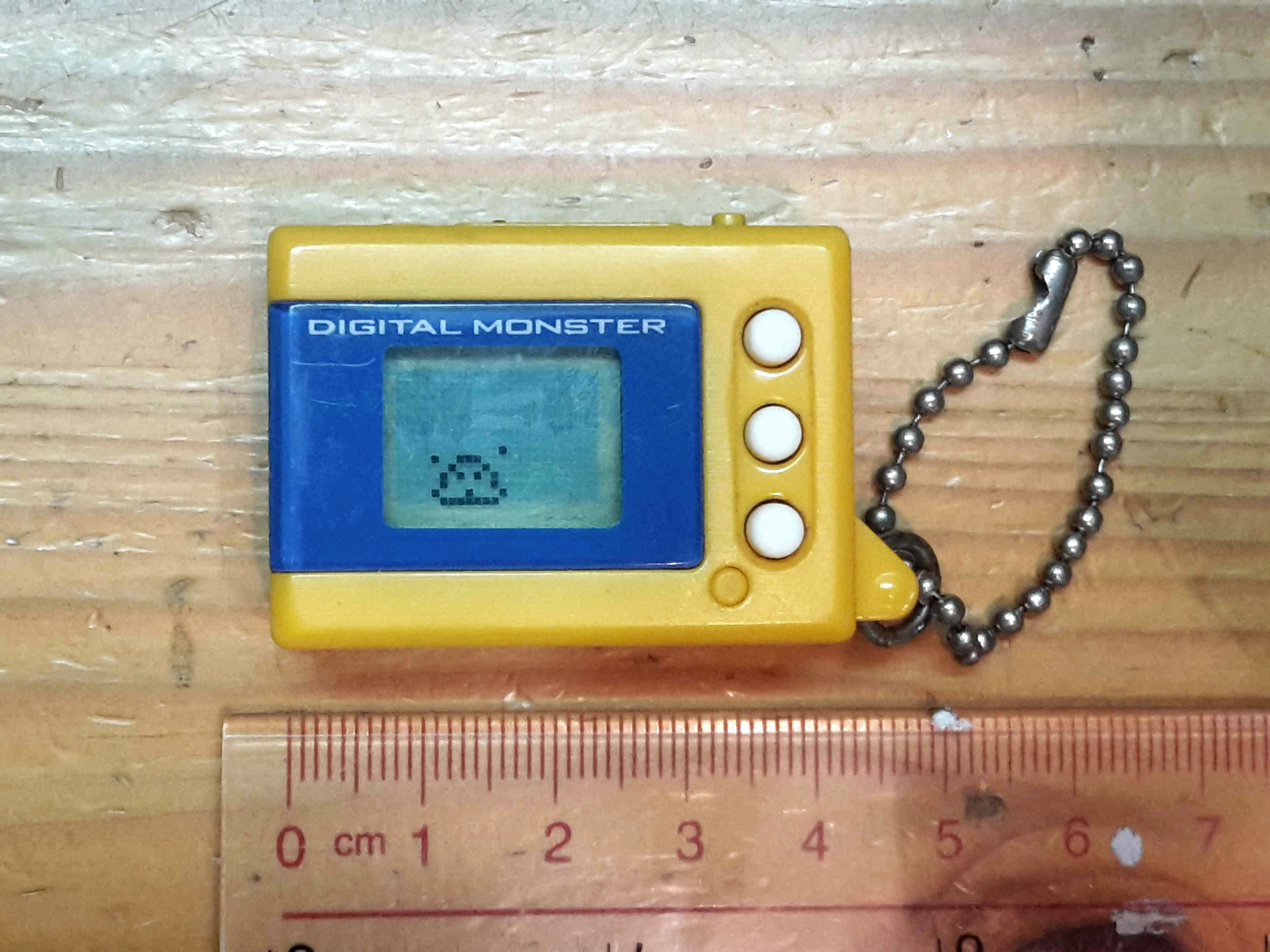
Virtuální mazlíček distribuovaný v Japonsku společností Bandai, který v něm Digimona zpopularizoval. K březnu 2004 bylo v Japonsku prodáno 13 milionů kusů a v zahraničí 1 milion.

V roce 1996 byl na japonský trh uveden virtuální mazlíček Tamagoči, za jehož vytvořením stojí Akihiro Jokoi, Aki Maita a Takeiči Hongó. Ten byl jednou z inspirací, která vedla k vytvoření a vydání nového virtuálního mazlíčka. Kapesní zařízení, uvedené na trh v červnu roku 1997, dostalo název Digimon, jenž je zkratkou Digital Monster. Zaměřuje se na mužské publikum a vytvořilo jej původní trio, a to pod pseudonymem Akijoši Hongó. Zařízení představuje hráčům virtuálního mazlíčka postaveného výhradně z dat, se kterým lze i hrát a bojovat. V únoru 1998 byla oznámena bojová hra DigiMon, kterou vyvíjelo studio Rapture Technologies pro platformu Windows 95. V roce 1997 byla v japonském časopisu V Jump nakladatelství Šúeiša vydána jednosvazková manga C'mon Digimon, kterou ilustroval Tenja Jabuno.
Druhá generace virtuálních mazlíčků byla na trh uvedena šest měsíců po té první a v roce 1998 byla následována třetí generací. Každý z hráčů začíná s virtuálním mazlíčkem na úrovní miminka, který má omezený počet útoků a transformací, a zlepšuje jej pomocí trénování a vyživování. Když je hráč ve cvičení úspěšný, tak digimon nabere sílu, když je neúspěšný, tak digimon zeslábne. Hráčům je po připojení dvou zařízení k sobě umožněno bojovat se svými stvořeními proti sobě. V dané době se jednalo o inovaci, bitvy jsou však možné pouze od chvíle, kdy jsou stvoření dětské úrovně a vyšší. Většina hráčů se soustředila na hřištích a v metrech a v některých asijských školách byli virtuální mazlíčci zakázáni, protože je rodiče a učitelé považovali za hlučné a násilné. Prvního digimona vytvořil japonský designér Kendži Watanabe. Inspiroval se při jeho tvorbě americkými komiksy, které v dané době začali nabírat v Japonsku na popularitě, a vytvořil ho tak, aby vypadal silně a „cool“. Ostatní digimoni, kterých bylo v roce 2000 na 279, byli vytvořeni po rozsáhlých diskusích a spolupracích mezi zaměstnanci společnosti Bandai.

## Anime

### Televizní seriály
1. Digimon (známý též jako Digimon Adventure) – premiérově vysílán od 7. března 1999 do 26. března 2000 na stanici Fuji TV.
2. Digimon Adventure 02 – premiérově vysílán od 2. dubna 2000 do 25. března 2001 na stanici Fuji TV.
3. Digimon Tamers – premiérově vysílán od 1. dubna 2001 do 31. března 2002 na stanici Fuji TV.
4. Digimon – hranice (známý též jako Digimon Frontier) – premiérově vysílán od 7. dubna 2002 do 30. března 2003 na stanici Fuji TV.
5. Digimon Saver (známý též jako Digimon Data Squad) – premiérově vysílán od 2. dubna 2006 do 25. března 2007 na stanici Fuji TV.
6. Digimon Xros Wars (známý též jako Digimon Fusion) – premiérově vysílán od 6. července 2010 do 25. března 2012 na stanici TV Asahi.
7. Digimon Universe: Appli Monsters – premiérově vysílán od 1. října 2016 do 30. září 2017 na stanici TV Tokyo.
8. Digimon Adventure – premiérově vysílán od 5. dubna 2020 na stanici Fuji TV. Jedná se o reboot původního seriálu Digimon.

### Filmy
1. Digimon Adventure (1999)
2. Digimon Adventure: Bokura no wó gému (2000)
3. Digimon Adventure 02: Zenpen: Dedžimon harikén džóriku!! / Čózecu šinka!! Ógon no dedžimentaru (2000)
4. Digimon[pozn. 2] (2000)
5. Digimon Adventure 02: Diablomon no gjakušú (2001)
6. Digimon Tamers: Bókenšatači no tatakai (2001)
7. Digimon Tamers: Bósó digimon tokkjú (2002)
8. Digimon Frontier: Kodai dedžimon fukkacu!! (2002)
9. Digimon X-Evolution (2004)
10. Digimon Saver: Kjúkjoku pawá! Básuto módo hacudó!! (2006)
11. Digimon Adventure 3D: Digimon Grand Prix! (2009)
12. Digimon Adventure tri. 1: Saikai (2015)
13. Digimon Adventure tri. 2: Kecui (2016)
14. Digimon Adventure tri. 3: Kokuhaku (2016)
15. Digimon Adventure tri. 4: Sóšicu (2017)
16. Digimon Adventure tri. 5: Kjósei (2017)
17. Digimon Adventure tri. 6: Bokura no mirai (2018)
18. Digimon Adventure: Last Evolution Kizuna (2020)[20][21]

## Mangy
1. C'mon Digimon (1997)
2. Digimon Adventure V-Tamer 01 (1998–2003)
3. Digimon Chronicle
4. Digimon Next (2006–2008)
5. Digimon Xros Wars (2010–2012)
6. Digimon World Re:Digitize
7. Digimon World Re:Digitize Decode
8. Digimon Story: Cyber Sleuth
9. Digimon Story: Cyber Sleuth – Hacker's Memory
10. Digimon Chronicle X